# Woodbridge Township
Woodbridge Township ist eine Gemeinde im Middlesex County des Bundesstaats New Jersey in den USA. Das U.S. Census Bureau hat bei der Volkszählung 2020 eine Einwohnerzahl von 103.639 ermittelt. 

## Geographie
Nach den Angaben des United States Census Bureaus hat die Stadt eine Gesamtfläche von 62,7 km², davon 59,6 km² Land- und 3,1 km² (5,00 %) Wasserfläche.
Mehrere Siedlungen innerhalb von Woodbridge werden von der US-Statistikbehörde als Census-designated place geführt. Dies sind Avenel, Colonia, Fords, Iselin, Port Reading, Sewaren sowie Woodbridge CDP.

## Demographie
Nach der Volkszählung von 2000 gibt es 97.203 Menschen, 34.562 Haushalte und 25.437 Familien in der Stadt. Die Bevölkerungsdichte beträgt 1.631,0 Einwohner pro km². 70,83 % der Bevölkerung sind Weiße, 8,75 % Afroamerikaner, 0,17 % amerikanische Ureinwohner, 14,46 % Asiaten, 0,02 % pazifische Insulaner, 3,30 % anderer Herkunft und 2,46 % Mischlinge. 9,21 % sind Latinos unterschiedlicher Abstammung.
Von den 34.562 Haushalten haben 33,0 % Kinder unter 18 Jahre. 58,1 % davon sind verheiratete, zusammenlebende Paare, 11,4 % sind alleinerziehende Mütter, 26,4 % sind keine Familien, 21,7 % bestehen aus Singlehaushalten und in 9,0 % Menschen sind älter als 65. Die Durchschnittshaushaltsgröße beträgt 2,71, die Durchschnittsfamiliengröße 3,19.
22,4 % der Bevölkerung sind unter 18 Jahre alt, 7,1 % zwischen 18 und 24, 34,8 % zwischen 25 und 44, 22,3 % zwischen 45 und 64, 13,4 % älter als 65. Das Durchschnittsalter beträgt 37 Jahre. Das Verhältnis Frauen zu Männer beträgt 100:100,2, für Menschen älter als 18 Jahre beträgt das Verhältnis 100:99,0.
Das jährliche Durchschnittseinkommen der Haushalte beträgt 60.683 USD, das Durchschnittseinkommen der Familien 68.492 USD. Männer haben ein Durchschnittseinkommen von 49.248 USD, Frauen 35.096 USD. Der Prokopfeinkommen der Stadt beträgt 25.087 USD. 4,8 % der Bevölkerung und 3,2 % der Familien leben unterhalb der Armutsgrenze, davon sind 4,7 % Kinder oder Jugendliche jünger als 18 Jahre und 5,3 % der Menschen sind älter als 65.
Bei der Volkszählung 2010 wurden 99.585 Einwohner registriert.